# И гаснет свет…
«И гаснет свет…» (англ. Lights Out) — американский фильм ужасов, основанный на одноименном короткометражном фильме  2013 года. Режиссёр — Дэвид Ф. Сандберг, автор сценария — Эрик Хайссерер. В главных ролях — Тереза Палмер и Гэбриел Бейтман.
Мировая премьера фильма состоялась 8 июня 2016 года на Лос-Анджелесском кинофестивале. В российский прокат фильм вышел 21 июля 2016 года, в США — 22 июля 2016 года.

## Сюжет
Фильм начинается с диалога Мартина (Гэбриел Бейтман) и его отца Пола (Билли Бёрк) по интернету, в котором Мартин рассказывает о том, что его мать Софи (Мария Белло) разговаривает сама с собой. Отец обещает ребёнку вернуться домой через несколько часов и всё обсудить. Тем временем Эстер (Лотта Лостен) — секретарша Пола — идёт по складу, выключает свет в служебном помещении и замечает в темноте женщину (Алисия Вела-Бэйли), после чего включает свет, и женщина исчезает. Эстер несколько раз включает и выключает свет, пока женщина не оказывается в непосредственной близости от неё. Секретарша пугается, оставляет свет включённым и убегает в кабинет Пола, предупреждая его об опасности, после чего уходит домой. Пол идёт на склад, где также видит призрака. Он окликает её, думая, что это Эстер, однако свет гаснет, и Пол отвлекается. Мужчина машет рукой перед датчиком, который включает освещение и подвергается нападению привидения, однако ему удаётся отбиться. Он выходит на свет и видит, что его нога разодрана, а призрак не может выйти из темноты. Пол осознаёт опасность и бежит к каморке, в которой он включает свет и запирается изнутри. Лампочка перегорает, призрак открывает дверь и убивает его. В следующей сцене искалеченное тело мужчины падает в освещённое место.
Через какое-то время действие фильма переносится в квартиру Ребекки (Тереза Палмер). Там её бойфренд — Брет (Александр ДиПерсиа) — пытается вымолить у девушки ночлег, однако она отказывает ему и выпроваживает его. Он оставляет в комоде девушки носок, после чего уходит, однако она замечает это и бросает его Брету, признаваясь ему в симпатии. Далее действие вновь переносится в дом Софи. Мартин лежит в своей кровати и слушает, как его мать вновь разговаривает сама с собой. Он заходит в её комнату и интересуется, всё ли у неё в порядке, мать заверяет его, что всё хорошо и просит его идти спать. За спиной матери Мартин замечает ту самую женщину-призрака и убегает к себе, включая везде свет и запирая двери. После этого привидение пытается вскрыть замок, однако у него не получается, и оно уходит.
На следующее утро Мартин идёт в школу, где засыпает на уроке. Представитель органов опеки вызывает Ребекку в школу, чтобы она забрала брата. Там же она рассказывает Ребекке, что Мартин регулярно спит на уроках. Ребекка отвозит Мартина домой, но он пытается уговорить её забрать его к себе, ссылаясь на невменяемость матери. Ребекка разговаривает с Софи, после чего у них случается ссора, в ходе которой Ребекка выясняет, что её мать больше не принимает лекарства, выписанные ей в лечебнице, после чего принимает решение забрать Мартина. Брет, Ребекка и Мартин уезжают, оставляя рыдающую Софи на крыльце её дома.
В своей квартире Ребекка находит спальное место для Мартина и вновь выставляет Брета за дверь. Вечер проходит крайне спокойно, и брат с сестрой ложатся спать. Ночью Ребекка просыпается от странного скрежета. Она открывает глаза и видит в темноте странную женщину, сидящую у кровати девушки. Призрак что-то выцарапывает на полу и замечая, что Ребекка проснулась, нападает на неё, однако внезапно загорается вывеска тату-салона, заставляя привидение исчезнуть. Ребекка в страхе бросается к выключателю и успевает включить свет раньше, чем призрак вновь нападёт. После этого Ребекка в панике ищет Мартина и обнаруживает его спящим в ванне с фонариком в руках.
На следующее утро представитель органов опеки забирает Мартина и возвращает его матери. Ребекка идёт на то место, где ночью видела призрака, и обнаруживает, что тот выцарапал своё имя — Диана — на полу. Девушка рассказывает обо всём Брету. Пара решает навестить мать и расспросить её обо всём. Когда они приезжают в её дом, Софи не оказывается на месте. Ребекка открывает двери запасным ключом и просит Брета следить за входом на случай возвращения Софи. Брет проверяет все осветительные приборы в доме и обнаруживает, что ни в одном из них нет лампочек. После этого он открывает шторы, случайно спасая свою жизнь, ведь всё это время за его спиной стояла Диана и готовилась напасть. В это время Ребекка идёт в комнату отца, находя там множество документов про эксперимент, в ходе которого погибла Диана. После этого она направляется в свою комнату, находит там свои старые рисунки, испорченные призраком, и понимает, что уже сталкивалась с Дианой в детстве. В этот момент Диана с потолка хватает Ребекку за цепочку и начинает душить её, крича девушке, чтобы та не лезла к Софи. В комнату врывается Брет и, впуская в неё свет, спасает Ребекку. В этот же момент в дом входит Софи, и Брет с Ребеккой сбегают через чёрный ход.
Софи забирает Мартина из школы и обещает устроить семейный вечер на троих. Мартин просит её исключить третьего, однако Софи отказывается. Мать с сыном смотрят фильм в темноте, после чего Софи выключает телевизор и рассказывает Мартину про Диану. Она говорит, что призрак является её подругой и не может покинуть дом, после чего просит Мартина понять, что Диане нужна темнота, чтобы существовать . Диана подбирается к мальчику со спины и хватает его за волосы, однако Мартин отталкивает её и включает лампу, после чего сбегает из дома. Диана решает убить его, не обращая внимания на мольбы Софи.
Мартин прибегает в квартиру сестры, рассказывая о том, что случилось дома. Ребекка отправляет Брета в магазин, после чего они с Мартином читают документы о Диане. Брат и сестра выясняют, что Диана и Софи находились в одной психиатрической клинике. Софи страдала от депрессии, а Диана была очень агрессивной, кроме того, она страдала редким заболеванием кожи, получая чудовищные ожоги от контакта со светом. Выяснилось, что Диана каким-то образом внушила Софи, что они подруги, и манипулировала ею. Вскоре Диану подвергли рискованному эксперименту. Его суть заключалась в лечении с помощью аппарата, облучавшего мощным зарядом света. В ходе эксперимента Диана погибла, оставив от себя лишь пепел. Вскоре после этого Софи выписали, однако Диана осталась с ней. Она теряла контроль над девочкой и слабела только в том случае, если Софи принимала лекарства.
Вдруг в дверь раздался стук, и Ребекка подумала, что это Брет. Открыв дверь, они не обнаружили никого. Вскоре в кладовке раздался знакомый Ребекке скрежет. Девушка включила там свет и открыла дверь, но внутри было пусто. Вдруг Диана атаковала Мартина из-под кровати, схватив его за ноги и попытавшись утащить его в темноту, однако Ребекка спасла брата. В этот момент возвращается Брет, и они втроём принимаюь решение отправиться к Софи и уговорить её принять лекарства.
Когда Ребекка, Брет и Мартин приезжают к Софи, они вкручивают лампочки во все осветительные приборы, запасаются свечами и фонарями, после чего рассказывают матери о том, что они знают про Диану и пытаются уговорить её принять лекарства. Женщина отказывается и уходит в свою комнату. Ребекка и Брет решают остаться ночевать в доме Софи. Перед сном мать подзывает Ребекку к себе и передаёт ей записку, в которой умоляет помочь ей. Диана затаскивает женщину в комнату и запирает двери. Когда все ложатся спать, Диана перерезает провода и отключает электричество. Ребекка в панике бежит в гостиную и не обнаруживает там Брета, который вышел выяснить причину аварии. Проснувшийся Мартин идёт вслед за сестрой, и Диана нападает на него, однако ему удаётся защититься с помощью свечки.
Ребекка, взяв динамо-фонарь, спускается в подвал, надеясь включить электричество. Мартин присоединяется к ней. Ребекка понимает, что их заманили в ловушку, но уже поздно - Диана запирает дверь. Брет пытается прийти им на помощь, однако Диана нападает и на него. Сперва ему удаётся спастись с помощью дисплея телефона, но дисплей гаснет и Диана выбивает его из руки Брета, раздавив об пол. После он выбегает на улицу и вновь попадает в руки призрака. Она готовится убить его, однако Брет нажимает на кнопку автомобильных ключей, включая фары и спасая себе жизнь, после чего садится в машину и уезжает. В подвале Ребекка и Мартин разжигают печь, обнаруживают лампу чёрного света. Ребекка решает пойти проверить одну из кладовых, в которой с помощью ультрафиолетового света она находит надписи, сделанные Дианой и повествующие о её судьбе. Там же она находит изуродованные манекены, одним из которых оказывается замаскированная Диана. Она нападает на Ребекку, однако её спасает Мартин, нанеся Диане повреждения фонарём. Призрак сбегает в комнату Софи, где та пытается принять лекарства. Диана бьёт женщину головой об комод, и та теряет сознание.
Брат и сестра выясняют, что призрак виден в ультрафиолетовом свете, и возвращаются в комнату с печью, однако Диана засыпает огонь пеплом и готовится к атаке. Вдруг раздаётся вой полицейской сирены, в дом входят офицеры полиции, которых привёл Брет. Они высвобождают Ребекку и Мартина, после чего Диана убивает полицейских, превращая их в чучела. Ребекка приказывает Мартину бежать, после чего направляется в комнату Софи, однако Диана хватает её и сталкивает с лестницы. Брет спасает Мартина и отводит его в свет, убеждая того, что Софи и Ребекка спасутся. Диана хватает Ребекку и готовится убить её, перед этим рассказывая той, что это она убила отца Ребекки, хотя до этого девушка считала, что он сбежал из семьи. В этот момент в комнату входит Софи и выстреливает в Диану из пистолета, однако пуля не наносит ей никаких повреждений. Между «подругами» завязывается словесная перепалка, в которой Диана говорит, что ей ничто не может навредить, а Софи напоминает, что Диана живёт, только пока жива сама Софи, после чего стреляет себе в висок и умирает, а Диана, попытавшись помешать ей застрелиться, рассыпается в пепел.
Фильм завершается сценой, в которой Брет, Ребекка и Мартин сидят в машине скорой помощи и обсуждают будущее. Брет обещает, что он всегда будет рядом с ними.

## В ролях
| Актёр              | Роль            |
| ------------------ | --------------- |
| Тереза Палмер      | Ребекка         |
| Гэбриел Бейтман    | Мартин          |
| Александр ДиПерсиа | Брет            |
| Мария Белло        | Софи            |
| Алисия Вела-Бэйли  | Диана           |
| Билли Бёрк         | Пол             |
| Лотта Лостен       | Эстер           |
| Энди Ошо           | Эмма            |
| Роландо Бойс       | офицер Форм     |
| Мария Расселл      | офицер Гомез    |
| Элизабет Пан       | няня Фуллер     |
| Амиа Миллер        | молодая Ребекка |
| Эмили Элин Линд    | подросток Софи  |
| Ава Кантрелл       | подросток Диана |
| Ариэль Дюпин       | молодая Диана   |

## Создание фильма

### Кастинг
16 июня 2015 года Гэбриел Бейтман был утверждён на одну из главных ролей в фильме. 27 июня главная роль досталась Терезе Палмер.
В апреле 2016 года, в интервью продюсер фильма Лоуренс Грей сообщил, что фильм «про то нечто, что заставляет нас бояться темноты».

### Съёмки
29 июня 2015 года начались съёмки фильма и продолжились до 5 августа 2015 года.